# آلپینومیسوفلاون
آلپینومیسوفلاون (به انگلیسی: Alpinumisoflavone) با فرمول شیمیایی C۲۰H۱۶O۵ یک ترکیب شیمیایی با شناسه پاب‌کم ۵۴۹۰۱۳۹ است. که جرم مولی آن ۳۳۶٫۳۳ گرم بر مول می‌باشد. 